# Teodor Nichitiuc
Teodor Nichitiuc (Nikitiuk) (n. 1882, Cahul, gubernia Basarabia, Imperiul Rus – d. secolul al XX-lea) a fost un topograf și politician moldovean, membru al Sfatului Țării al Republicii Democratice Moldovenești.

## Sfatul Țării
Fiind ucrainean de naționalitate, a fost unul din membrii Sfatului Țării care s-a abținut de la votul de Unire a Basarabiei cu România în sesiunea din 27 martie 1918.

## Galerie de imagini

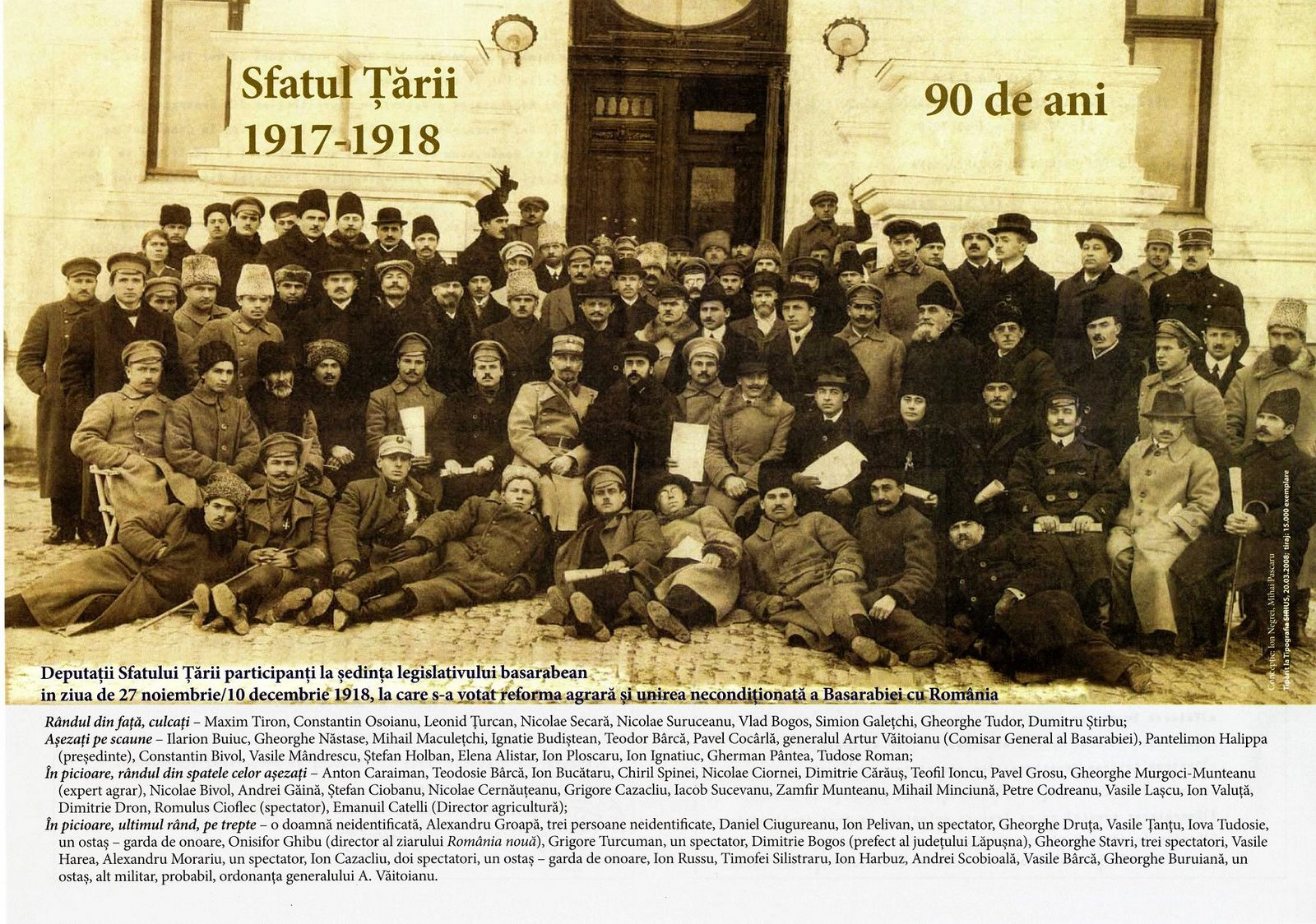
Membrii Sfatului Țării, 10 decembrie 1918.
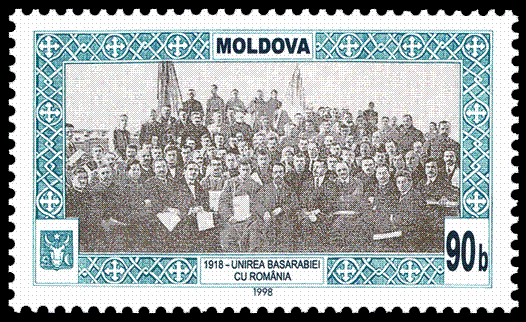
Membrii Sfatului Țării pe un timbru moldovenesc din 1998.